# Melissa Jefferson
Melissa Jefferson (Georgetown, 21 febbraio 2001) è una velocista statunitense. Il suo record sui 100 metri è di 10”65 secondi.

## Carriera
Nel 2022 ha vinto la medaglia d'oro nella staffetta 4×100 m ai mondiali di Eugene, ripetendosi l'anno successivo a Budapest nella medesima specialità.
Alle Olimpiadi di Parigi 2024, Jefferson ha vinto la medaglia di bronzo nei 100 metri piani con il tempo di 10"92, terminando alle spalle della vincitrice Julien Alfred e della connazionale Sha'Carri Richardson, e la medaglia d'oro nella staffetta 4x100 metri piani.

## Palmarès
| Anno | Manifestazione  | Sede     | Evento      | Risultato | Prestazione | Note                                                                    |
| ---- | --------------- | -------- | ----------- | --------- | ----------- | ----------------------------------------------------------------------- |
| 2022 | Mondiali        | Eugene   | 100 m piani | 8ª        | 11"03       |                                                                         |
| 2022 | Mondiali        | Eugene   | 4×100 m     | Oro       | 41"14       | Miglior prestazione mondiale stagionale · Miglior prestazione personale |
| 2023 | Mondiali        | Budapest | 4×100 m     | Oro       | 41"03       | [ 2 ]                                                                   |
| 2024 | World Relays    | Nassau   | 4x100 m     | Oro       | 41"85       | Record dei campionati                                                   |
| 2024 | Giochi olimpici | Parigi   | 100 m piani | Bronzo    | 10"92       |                                                                         |
| 2024 | Giochi olimpici | Parigi   | 4x100 m     | Oro       | 41"78       |                                                                         |